# Naungdawgyi
Naungdawgyi (littéralement Frère Aîné Royal, Shwebo 10 août 1734 - Sagaing 28 novembre 1763) fut le second roi (1760-1763) de la dynastie Konbaung de Birmanie. Né Maung Hlauk et plus tard Prince de Debayin, il était le fils aîné d'Alaungpaya, fondateur de la dynastie, et de la reine Me Yun San. Il fut nommé héritier en avril 1752 et succéda à son père à sa mort le 11 mai 1760. Il fut couronné le 26 juillet 1760 à Sagaing, et monta sur le trône du paon à  Moksobo (plus tard renommé Shwebo) le 9 février 1761.
Plusieurs rébellions éclatèrent durant son règne, la plus sérieuse étant celle de Myat Htun, un des généraux de l'armée de son père de retour d'Ayutthaya. Naungdawgyi ayant fait convoquer et exécuter deux autres généraux qui l'avaient offensé durant le règne de son père, Myat Htun s'empara d'Ava en 1760 avec 12 000 soldats et l'intention de restaurer la dynastie Taungû. Naungdawgyi mit le siège devant la ville avec 100 000 soldats. Le siège dura sept mois.
Durant cette période, Naungdawgyi reçut un envoyé britannique, le capitaine Walter Alves, qui avait pour mission de demander des réparations pour le massacre du Cap Negrais d'octobre 1759 et d'améliorer les affaires de la Compagnie anglaise des Indes orientales. Bien que le roi refusât de répondre à ses demandes, il était soucieux de relancer le commerce, car il manquait de munitions. Les Birmans détenaient encore certains prisonniers britanniques et Alves dut faire un second voyage à Ava en 1761-62 pour deux hommes et des biens qui s'y trouvaient encore. Naungdawgyi lui donna une lettre pour le gouverneur du Bengale et de Madras, le priant instamment de rouvrir le commerce, mais les Britanniques avaient décidé de rompre les liens avec la Birmanie : le commerce avec elle était peu profitable et la rivalité avec la France avait disparu à cette époque,.
Minhkaung Nawrahta, un frère d'Alaungpaya qui était vice-roi de Taungû et avait grandement aidé Alves lors de son voyage à Ava, fut le suivant à se rebeller. Naungdawgyi, accompagné de son frère cadet Hsinbyushin marcha contre lui avec une armée et assiégea la ville, qui capitula au bout de trois mois. Les révoltés furent mis à mort, mais Naungdawgyi épargna son oncle, qu'il se contenta d'emprisonner à Ava.
Talabaan, un général môn de Pégou qui avait été gracié par Alaungpaya et envoyé dans sa ville natale de Martaban, se souleva ensuite. Il fut rapidement vaincu. Une autre rébellion mône fut écrasée par le vice-roi de Pégou.
Naungdawgyi fut inflexible en matières religieuses : le manquement aux règles bouddhiques et au respect envers le Sangha furent durement punies : L'ivresse était passible de mort dès la seconde fois et tuer des animaux fut strictement interdit. Le peuple l'apprécia généralement, et il essaya d'améliorer l'état du royaume.
Il mourut à 29 ans en novembre 1763. Son frère cadet Hsinbyushin lui succéda, son fils et héritier Phaungkaza Maung Maung n'ayant que deux mois à cette date.